# Overture for a masque
Overture for a masque is een compositie van Ernest John Moeran. Hij schreef het werk op verzoek van Walter Legge en diens Enterntainments National Service Association (Ontspanningvereniging voor het leger). Moeran was zelf oorlogsslachtoffer van de Eerste Wereldoorlog en schreef dit werk in de winter van 1943/44 voor de troepen die deelnamen aan de Tweede. Hij deed inspiratie op voor dit werk tijdens wandelingen in de buurten van Hereford en Radnor, de Welsh Marches.
Het werk werd voltooid op 17 februari 1944 en kreeg een week later haar première. De klank is licht van aard, of zoals de componist zelf schreef aan zijn vrouw Peer Coetmore: "snappy and exciting".
Discografie:
- Adrian Boult met het London Philharmonic Orchestra (opname 1969 voor Lyrita Records
- Vernon Handley met het Ulster Orchestra (opname van 1987 voor Chandos
- JoAnn Falletta met het Ulster Orchestra (opname 2012 voor Naxos